# Sorex veraepacis
Sorex veraepacis là một loài động vật có vú trong họ Chuột chù, bộ Soricomorpha. Loài này được Alston mô tả năm 1877.